# Helene Stöcker

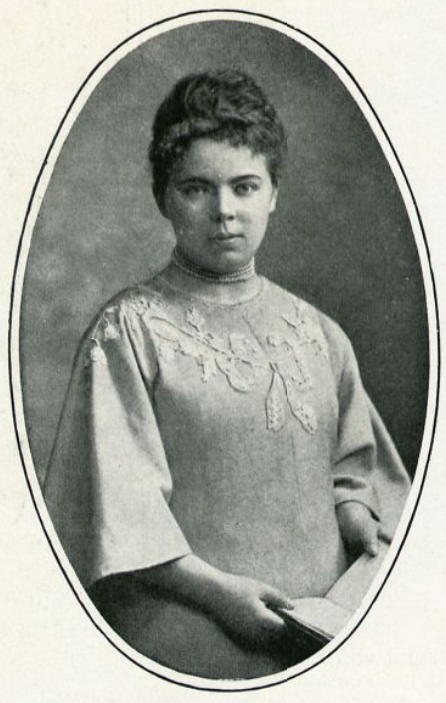
Helene Stöcker, vor 1903

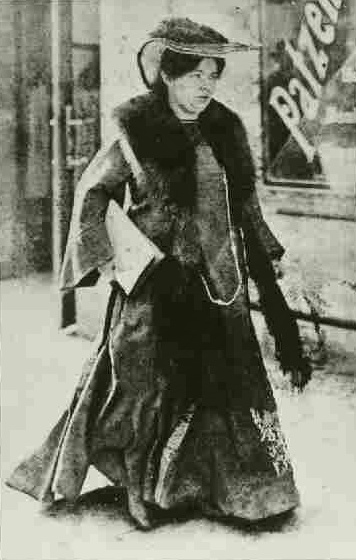
Helene Stöcker, um 1900

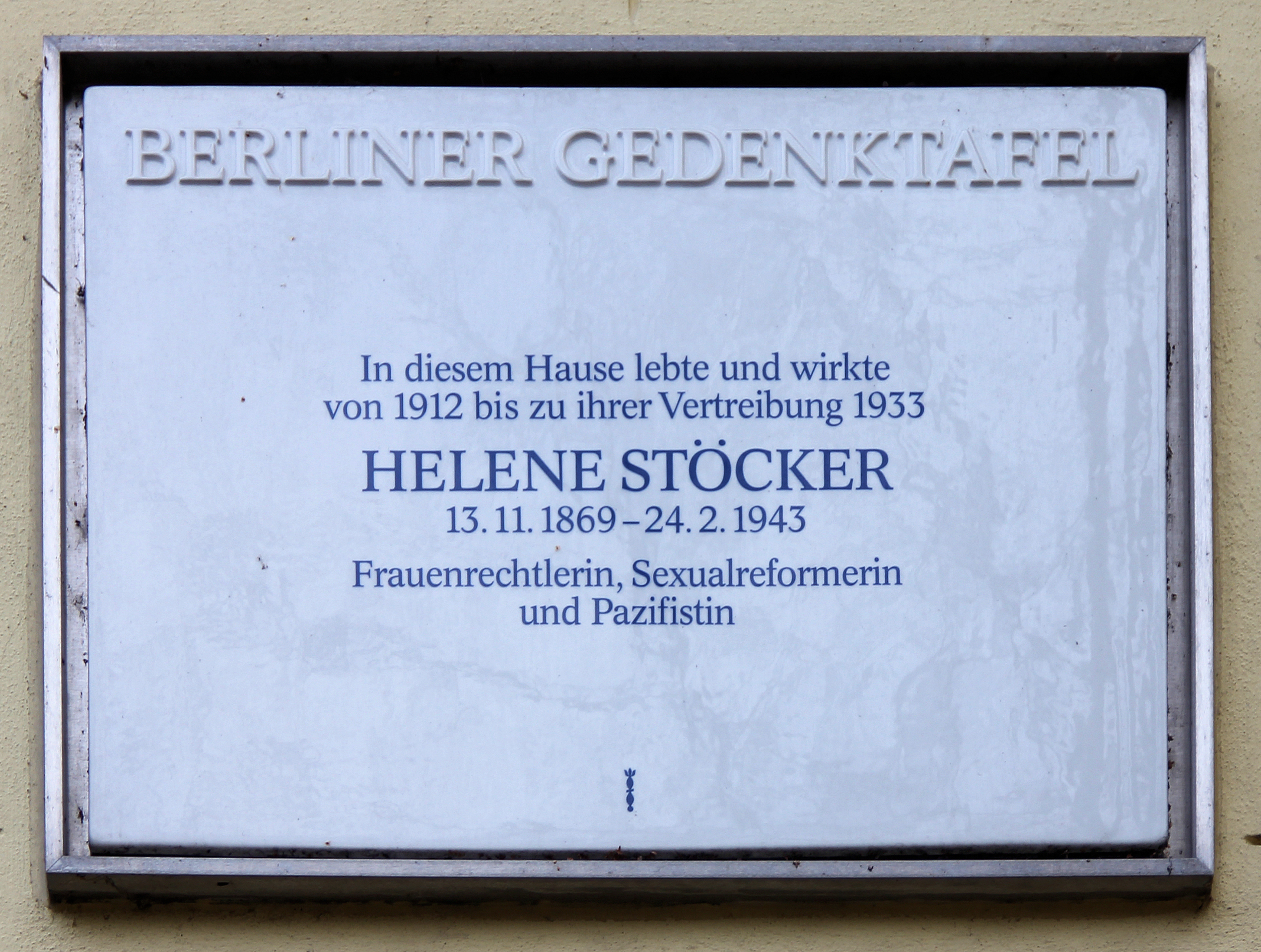
Gedenktafel am Haus Münchowstraße 1 in Berlin-Nikolassee

Helene Stöcker (* 13. November 1869 in Elberfeld (heute zu Wuppertal); † 24. Februar 1943 in New York City) war eine deutsche Frauenrechtlerin, Sexualreformerin, Pazifistin, Autorin und Publizistin. Sie gründete 1905 den Bund für Mutterschutz (ab 1908 Deutscher Bund für Mutterschutz und Sexualreform), der sich für unverheiratete Mütter und deren Kinder einsetzte.

## Leben
Helene Stöcker wuchs als ältestes von acht Kindern in einer bürgerlichen und calvinistisch geprägten Familie in Elberfeld auf. Ihr Vater, Peter Heinrich Ludwig Stöcker, besaß ein Textilgeschäft, von dessen Einkommen die Familie gut leben konnte. Ihre Mutter, Hulda Stöcker (geb. Bergmann), war für den Haushalt und die Kindererziehung zuständig. Helene Stöcker verließ 1892 ihr Elternhaus und zog nach Berlin, wo sie sich der erstarkenden Frauenbewegung anschloss. In Berlin begann sie eine Lehrerinnenausbildung, obwohl sie – wie sie selbst schrieb – nie Lehrerin werden wollte. Nach Beendigung der Ausbildung besuchte sie den „ersten Gymnasialkurs für Frauen“ in Berlin. Seit 1890 beschäftigte sie sich mit den Werken von Nietzsche und teilte manche seiner radikalen Ansichten über den Staat, die Kirche und die herrschenden Moralvorstellungen. Bestärkt wurde sie darin von Alexander Tille, einem vehementen Verfechter des Sozialdarwinismus, mit dem sie seit 1897 für einige Jahre eng befreundet war und dessen Geliebte sie auch zeitweilig gewesen ist. Helene Stöcker veröffentlichte erste Gedichte und Novellen in Zeitschriften wie den Breslauer Monatsblättern, dem Deutschen Dichterheim oder der Deutschen Heimat und wurde von Ernst Scherenberg sowie Ludwig Salomon (1844–1911) gefördert.
1896 nahm Helene Stöcker an der Universität Berlin ihr Studium der Literaturgeschichte, Philosophie und Nationalökonomie auf. Zu dieser Zeit waren Frauen an deutschen Universitäten nur als Gasthörerinnen und auf persönliche Erlaubnis durch den Dozenten zugelassen. Ein Studienabschluss war den studierenden Frauen nicht möglich. Stöcker hörte Vorlesungen, unter anderem bei Erich Schmidt und Wilhelm Dilthey. Sie gehörte zu jenen Studenten Diltheys, die bei seinen Schleiermacher-Studien mitarbeiteten. Andere Professoren machten von ihrem Recht Gebrauch, Frauen in ihren Veranstaltungen zu verbieten. So untersagte ihr der Mediävist Karl Weinhold, seine Vorlesungen zu besuchen. Von dem Historiker Heinrich von Treitschke erzählt sie später, er habe auf ihre Bitte, seine Vorlesungen hören zu dürfen, geantwortet: „Die deutschen Universitäten sind seit einem halben Jahrtausend für Männer bestimmt, und ich will nicht helfen, sie zu zerstören.“
Nach einem Studienaufenthalt in Glasgow promovierte Helene Stöcker schließlich 1901 an der Universität Bern – über die Kunstanschauungen der Romantik – zum Dr. phil. Ihr Doktorvater war der später in Bonn lehrende und dort von den Nationalsozialisten verfolgte Oskar Walzel. Nach ihrer Promotion kehrte Helene Stöcker nach Berlin zurück. In den ersten Jahren arbeitete sie als freie Dozentin und Schriftstellerin, um ihre eigene „wirtschaftliche Unabhängigkeit“ zu erlangen. Sie unterrichtete unter anderem an der Lessing-Hochschule zu Berlin und hielt deutschlandweit Vorträge über Frauenbildung und Frauenrechte.
Als eine der prominentesten Frauenrechtlerinnen hatte sie Kontakt mit zahlreichen Persönlichkeiten ihrer Zeit. Zu diesen zählten Sigmund Freud, die Liberalen Friedrich Naumann und Hellmut von Gerlach; Ricarda Huch, der Schriftsteller und Pazifist Kurt Hiller, der sozialdemokratische Politiker Eduard David und Lily Braun.
Über ihr umfassendes Engagement schrieb Helene Stöcker, dass soziale Gerechtigkeit mit individuellen Entwicklungsmöglichkeiten verbunden sein müssten. „Nietzsche und der Sozialismus“, das sei ihr Motto gewesen.
Nach der Machtergreifung der Nationalsozialisten 1933 floh sie über die Schweiz nach Schweden. Schon früh erkannte Stöcker als entschiedene Gegnerin jedes antisemitischen Gedankenguts die „Schrecknisse der Judenverfolgung“.
In Stockholm veranstaltete der Schutzverband deutscher Schriftsteller am 13. November 1939 eine Geburtstagsfeier für Helene Stöcker, in der noch einmal ihre internationale Bedeutung offenbar wurde. Mit Mühe gelang ihr dann die Flucht über die Sowjetunion und Japan in die Vereinigten Staaten, wo sie 1943 in New York völlig mittellos an Krebs verstarb.

## Frauenrechtsbewegung und Sexualreform
Wesentlich war für Helene Stöcker eine gleichberechtigte Stellung beider Geschlechter in der Familie und eine gleichberechtigte Sexualität von Mann und Frau. Dazu gehörte der Schutz unverheirateter Mütter und unehelicher Kinder. Daher engagierte sie sich für ein „Elternrecht“ gegenüber dem Kind (anstelle des herrschenden „Vaterrechts“, das sie für ebenso unzulänglich hielt wie das von manchen Frauenrechtlerinnen geforderte „Mutterrecht“), d. h., dass beide Elternteile gleich notwendig und maßgebend an der Erziehung beteiligt sein sollten. „Nach meiner Überzeugung hat jedes Kind Anspruch auf beide Elternteile; es braucht schon aus psychologischen Gründen sowohl den Einfluss des männlichen wie des weiblichen Prinzips.“ Da Sexualität „zu den höchsten Beglückungen des Menschen“ gehöre, könne Entsagung keine Lösung sein; vielmehr gehe es darum, „möglichst vielen Menschen diese höchste Lebensfreude zugänglich zu machen.“
Ihr 1905 gegründeter Bund für Mutterschutz und Sexualreform half nicht nur „gefallenen Mädchen“, sondern betrieb auch Sexualaufklärung und behandelte Fragen zur Verhütung und Sexualhygiene. Seine Ideen förderte der Bund mit der Monatszeitschrift Die Neue Generation, in der zahlreiche prominente Zeitgenossen wie Sigmund Freud oder Friedrich Naumann publizierten, aber auch Frauenrechtlerinnen wie Maria Lischnewska.
1912 erweiterte sich der Bund zu einer internationalen Vereinigung, deren Vorsitzende Helene Stöcker bis 1933 war. 1909 starteten Stöcker und die Bremerin Käthe Stricker eine Initiative gegenüber dem Bremer Senat zum Schutz vor allem lediger Mütter.

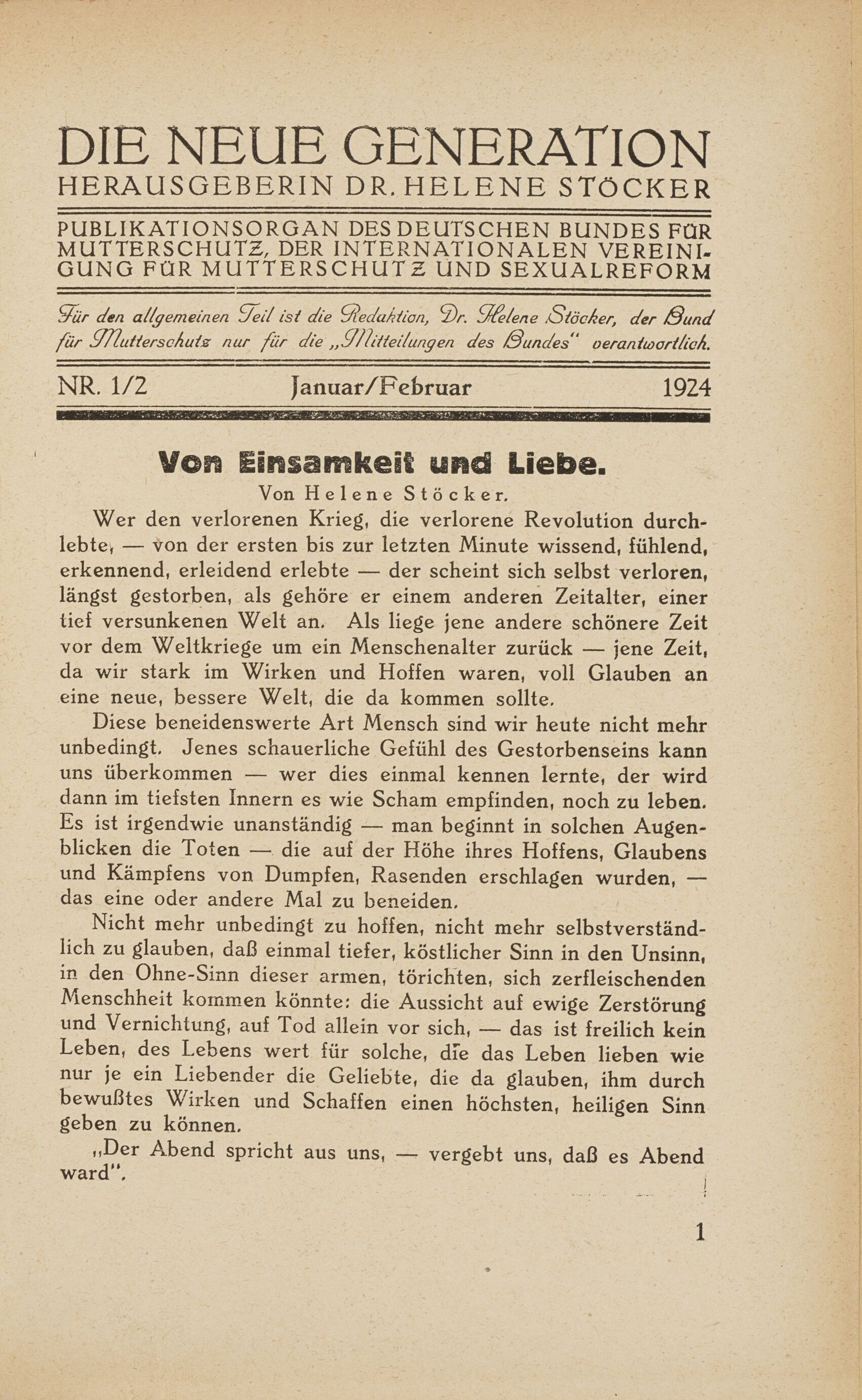
Titelblatt Die neue Generation 1924 mit Beitrag von Stöcker

Helene Stöcker setzte sich aktiv für die sexuelle Befreiung der Frauen ein. In ihrer Zeitschrift Die Neue Generation forderte sie eine Neue Ethik, insbesondere dass Frauen und Männer ihre Sexualität auch außerhalb der Ehe frei und selbstbestimmt leben dürften. Stöcker plädierte für Geburtenregelung und für die Straffreiheit der männlichen Homosexualität. Ihr Engagement für das Recht auf Abtreibung stand in engem Zusammenhang mit ihrem Einsatz für Eugenik und, wie sie es nannte, „für Hebung der Rasse“. Stöcker unterstrich, wie wichtig Nietzsches Forderungen im Hinblick auf die Eugenik sei, auf die „Höher-hinauf-Pflanzung, wie Nietzsche es formuliert hat. Das Gebot: ‚Du sollst nicht töten‘, meinte Nietzsche, war eine Naivität, verglichen mit dem Ernst des Lebensverbotes ‚Du sollst nicht zeugen‘ den ungeeigneten Menschen gegenüber.“ Gleichwohl trennten die Pazifistin und entschiedene Gegnerin des Antisemitismus Welten von dem mörderischen Gedankengut der Nationalsozialisten.
Ihre Positionen vertrat Stöcker in zahlreichen Publikationen, die sie in renommierten Zeitungen und Journalen wie dem Tag, in der von Maximilian Harden herausgegebenen Zukunft, in der Jugend oder dem von Alfred Kerr herausgegebenen Pan veröffentlichen konnte. Stöckers Buch „Die Liebe und die Frauen“ stieß auf große Resonanz und kam 1908 in einer erweiterten Auflage heraus.
Ihre liberale Einstellung gegenüber Sexualität erschien einigen Frauenrechtlerinnen, darunter Helene Lange, als zu radikal. Der bürgerlich geprägte Bund Deutscher Frauenvereine weigerte sich wegen dessen progressiver Sexualideen, den Bund für Mutterschutz aufzunehmen. Dennoch stießen Stöckers Ansichten um die Jahrhundertwende insgesamt auf wohlwollendes Interesse: „Wenn ich in manchen Punkten ‚radikale‘ Anschauungen hatte, so sah man das wohlwollend als einen Ausfluss meines jugendlichen Enthusiasmus an. Ich wurde sehr viel eingeladen“; sie hielt in literarischen Gesellschaften, aber auch in Privathäusern von Großindustriellen und Bankiers ihre Vorträge über Frauenrechte, Nietzsche und Literatur. So gelang es ihr auch, dass die Forderung nach Selbstbestimmung über den eigenen Körper und die eigene Sexualität auf die Tagesordnung der großen Frauenorganisationen kam. Unter dem Stichwort Rassenhygiene oder Eugenik setzten sich die Sexualreformer auch für das Recht auf Abtreibung ein.
Die bürgerlichen Frauenrechtlerinnen unterstützten Helene Stöcker bei Ausbruch des Ersten Weltkrieges – trotz der pazifistischen Haltung Stöckers – bei der Initiative „Staatshilfe für das außereheliche Kind“, die forderte, die Kriegsunterstützung für uneheliche Kinder der für eheliche Kinder gleichzustellen. Tatsächlich gelang es Stöcker und ihren Mitstreiterinnen, dass diese Neuregelung im Reichstag angenommen wurde.
Seit ihrem Studium engagierte sie sich auch für das Frauenstudium. Sie gründete mit einigen Kommilitoninnen den Verein studierender Frauen in Berlin, der sich 1906 mit ähnlichen Vereinen zum Verband der Vereine studierender Frauen Deutschlands zusammenschloss.

## Friedensaktivistin
Bei Ausbruch des Ersten Weltkrieges verschob sich das Interessengebiet Helene Stöckers, und sie wurde in der Friedensbewegung aktiv. „Ein Gefühl, das die Menschen so bestialisch macht gegen alle, die außerhalb ihrer nationalen Grenze wohnen, kann kein Gutes sein“, notierte sie bereits im August 1914 in ihr Tagebuch. Trotz einer immer schärfer werdenden Zensur schrieb sie während der Kriegsjahre in der Neuen Generation und in anderen Zeitungen, die ihr noch die Gelegenheit boten, gegen den Krieg an. 1915 schloss sie sich dem 1914 gegründeten pazifistischen Bund Neues Vaterland an. Die von ihr herausgegebene Monatsschrift Die Neue Generation öffnete sie verstärkt für pazifistische Positionen.
Nach dem Krieg setzte sie sich zusammen mit René Schickele, Magnus Hirschfeld und anderen Aktivisten Ende 1918 für die Errichtung einer demokratisch-sozialistischen Republik ein, protestierte aber auch gegen einen Frieden, der den Vorstellungen Woodrow Wilsons widersprach und dem Deutschen Reich Gebiete wie das Elsass-Lothringen ohne Volksbefragung abnehmen wollte.
1921 war Helene Stöcker als Delegierte vom Bund der Kriegsdienstgegner (BdK), gemeinsam mit Kees Boeke und Wilfred Wellock an der Gründung der War Resisters’ International (WRI) in Bilthoven, vorerst unter dem Namen PACO, beteiligt. Im BdK gab es eine Zusammenarbeit mit Armin T. Wegner. Zeitgleich war sie auch als BdK-Vertreterin am Gründungskongress des Internationalen Anti-Militaristischen Bureaus gegen Krieg und Reaktion (IAMB) in Den Hag beteiligt, an dem auch Fritz Kater von der Freien Arbeiter-Union Deutschlands beteiligt war. Zu den weitere Mitstreiterinnen und Mitstreitern gegen den Krieg zählten Hedwig Dohm, Harry Graf Kessler, Walther Schücking, Hellmut von Gerlach, Elisabeth Rotten und Minna Cauer. Helene Stöcker setzte wie andere Friedensaktivisten große Hoffnung in Woodrow Wilsons Friedensbotschaft. 1926 wurde sie Mitglied im Bund der Kriegsdienstgegner (BdK), für den sie bereits seit der Gründung 1919 aktiv politisch tätig war. Nach dem Ersten Weltkrieg forderte sie die Abschaffung der Wehrpflicht, der Reichswehr und aller anderen Armeen.
Aus Empörung über die positive Haltung der Kirchen zum Ersten Weltkrieg trat sie im Januar 1915 aus der Kirche aus.

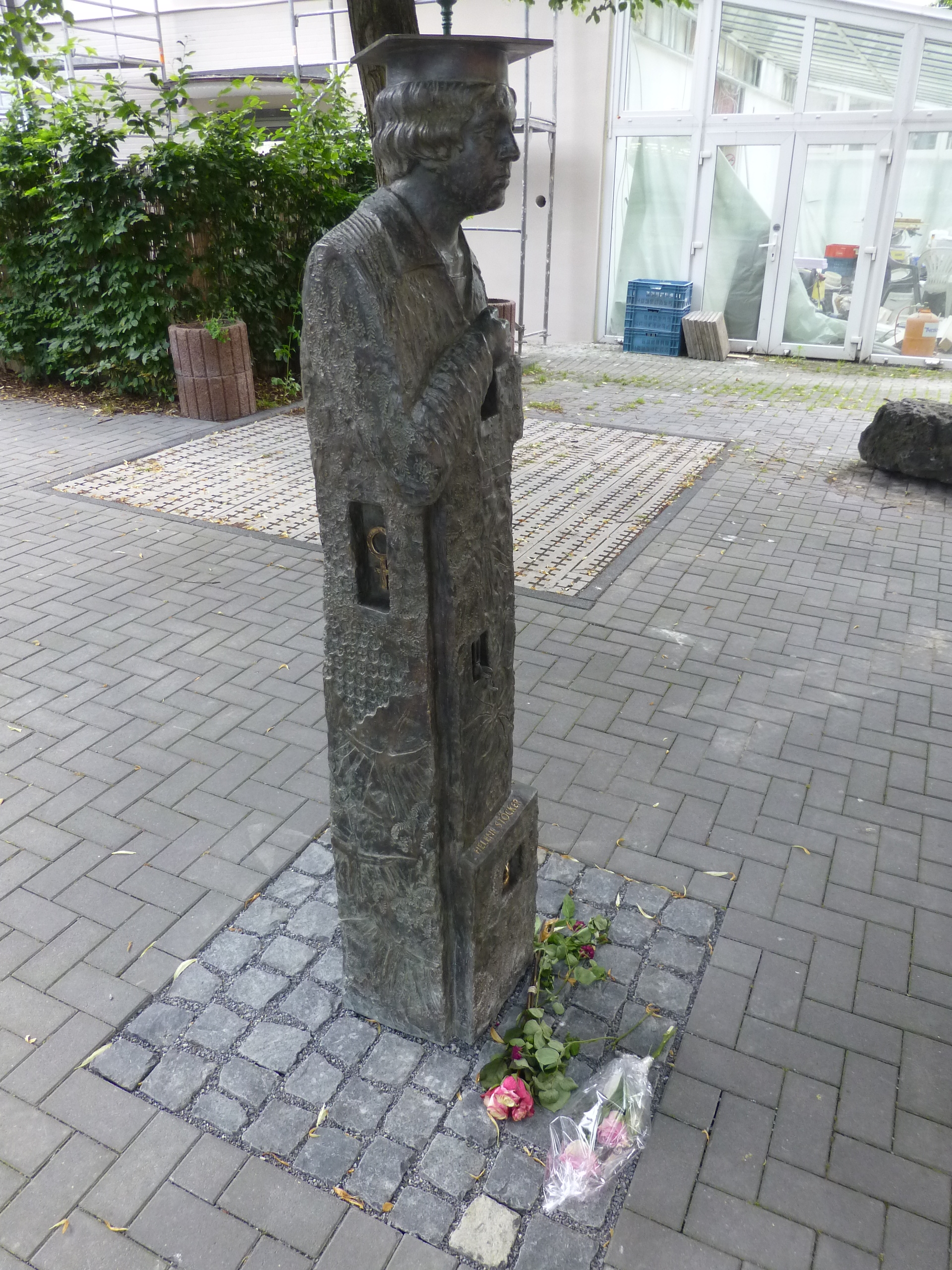
Helene-Stöcker-Denkmal in Wuppertal

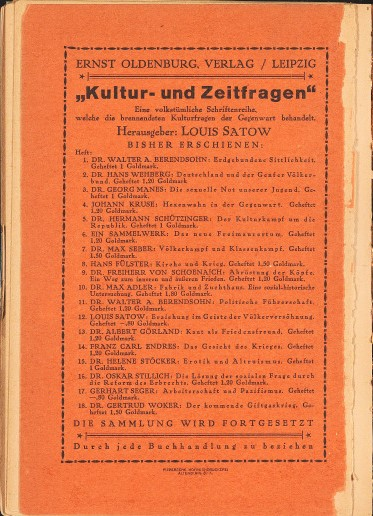
Erotik und Altruismus

## Ehrungen
- In Wuppertal ist eine Uferpartie der Wupper nach Helene Stöcker benannt.[31]
- Seit Mai 2014 steht das Helene-Stöcker-Denkmal in der Auer Schulstraße in Wuppertal. Der Entwurf stammt von Ulle Hees und Frank Breidenbruch.[32][33][31]

## Bücher und Schriften
- Zur Kunstanschauung des 18. Jahrhunderts: Von Winckelmann bis zu Wackenroder (= Palaestra, Band 26), Mayer & Müller, Berlin 1904, DNB 362818282 Dissertation Universität Bern 1902, 122 Seiten (OCLC 23450077).
- Die Liebe und die Frauen. Ein Manifest der Emanzipation von Frau und Mann im deutschen Kaiserreich. Minden: Bruns, 1906. Zweite durchge. u. verm. Aufl. Minden: Bruns, 1908.
- Krisenmache. Eine Abfertigung. 1910
- Ehe und Konkubinat. 1912
- (Hrsg.): Karoline Michaelis. Briefe. 1912
- Zehn Jahre Mutterschutz. 1915
- Geschlechterpsychologie und Krieg. 1915
- Sexualpädagogik, Krieg und Mutterschutz. 1916
- Moderne Bevölkerungspolitik. 1916
- Petitionen des Deutschen Bundes für Mutterschutz 1905–1916. 1916
- Resolutionen des Deutschen Bundes für Mutterschutz 1905–1916. 1916
- Die Liebe der Zukunft. 1920
- Das Werden der neuen Moral. 1921
- Liebe. Roman. Verlag der Neuen Generation, Berlin 1922
- Erotik und Altruismus. 1924
- Verkünder und Verwirklicher. Beiträge zum Gewaltproblem. 1928

Zeitschriften:
- Frauen-Rundschau, 1903–1922
- Mutterschutz. Zeitschrift zur Reform der Sexuellen Ethik (Organ des Bundes für Mutterschutz), erschienen von 1905 bis 1907, dann umbenannt in:
- Die Neue Generation, 1908–1933

Einzelne Beiträge:
- Alte und neue Geschlechtsmoral. In: Heinrich Schmidt (Hrsg.): Blätter des Deutschen Monistenbundes, Nr. 17, November 1907. Breitenbach, Brackwede 1907.
- Geburtenrückgang und Monismus. In: Willy Bloßfeldt (Hrsg.): Der Düsseldorfer Monistentag. 7. Hauptversammlung des Deutschen Monistenbundes vom 5.–8. September 1913. Unesma, Leipzig 1914.